# Guru (filme)
Guru é um filme de drama indiano de 1997 dirigido e escrito por Rajiv Anchal. Foi selecionado como representante da Índia à edição do Oscar 1998, organizada pela Academia de Artes e Ciências Cinematográficas.

## Elenco
- Mohanlal - Raghuraman
- Sithara - Vaidehi
- Sreelakshmi - Sitalakshmi
- Charuhasan - pai de Raghuraman
- Suresh Gopi - King Vijayanta